# Плезанс Антіохійська
Плезанс Антіохійська або Плезанс де Пуатьє (фр. Plaisance de Poitiers; 1235/1236 — вересень 1261) — королева-консорт і регент Кіпрського королівства, а також регент (від імені свого сина — Гуго II) Єрусалимського королівства.

## Біографія

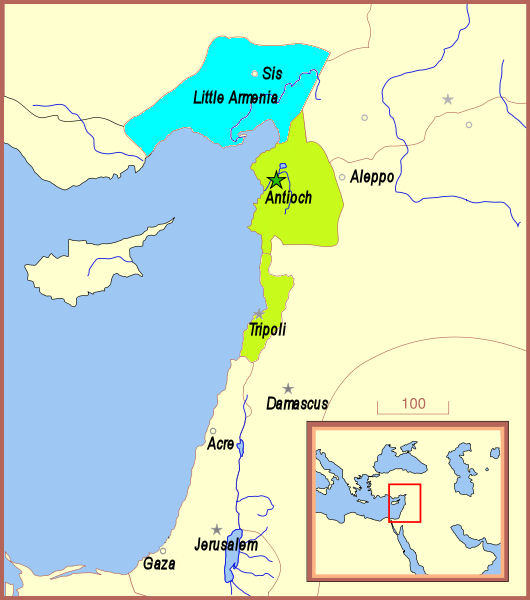
Князівство Антіохія та графство Триполі (зеленим), а також Вірменське королівство Кілікія (синім) за часів батька Плезанс Боемунда V.

Плезанс народилась в родині Боемунда V Антіохійського та Лючієни ді Кассамо-Сені, родички папи Інокентія III. У 1250 році вона вийшла заміж за короля Кіпру Генріха I, який помер у 1253 році. Новим королем Кіпру став їх малолітній син Гуго II, від чийого імені Плезанс стала правити як регент. Плезанс знову вийшла заміж — за Баліана д'Арзуф, але незабаром вони розлучилися і в 1258 їх шлюб був анульований.
Офіційним королем Єрусалима в цей час був король Німеччини Конрад IV, який ніколи не бував в Святій Землі. У 1254 році він помер, і титул перейшов до його сина Конрадина, який також перебував в Німеччині. По праву народження пост регента належав неповнолітньому Гуго II, який був наступним у списку спадкування і до якого перейшов би трон у разі, якби Конрадин не дожив до повноліття. В 1258 брат Плезанс, Боемунд VI привіз її з малолітнім Гуго в Акру і зажадав, щоб місцеві барони визнали їх, відповідно, королем Єрусалима і регенткою. З цим погодилися Жан д'Ібелін (граф Яффи та Аскалона), тамплієри та лицарі Тевтонського ордену, проте госпітальєри та інші стали в опозицію, воліючи визнавати титул Єрусалимського короля за відсутнім Конрадином.
Плезанс померла в 1261 році, і регентство над Кіпрським королівством перейшло до Гуго де Пуатьє, а регентство над Єрусалимським королівством — до її зведеної сестри Ізабелли де Лузіньян.